# Illkirch-Graffenstaden
Illkirch-Graffenstaden (deutsch Illkirch-Grafenstaden) ist eine französische Gemeinde mit 27.118 Einwohnern (Stand 1. Januar 2021) im Département Bas-Rhin in der Region Grand Est (bis 2015 Elsass). Sie liegt im Arrondissement Strasbourg.
Die Gemeinde beherbergt einen Teil der Gebäude der Universität Straßburg sowie die International Space University auf dem weitläufigen Campus d’Illkirch im Osten der Stadt.

## Geographische Lage
Illkirch-Graffenstaden liegt an der Ill und dem Canal du Rhône au Rhin (deutsch: Rhein-Rhône-Kanal). Es ist die drittgrößte Gemeinde im Gemeindeverband und die viertgrößte im Département Bas-Rhin.

## Geschichte
Illkirch ist höchstwahrscheinlich eine fränkische Ortsgründung, ohne dass man das Gründungsdatum genau angeben könnte. Im Jahr 720 wird der Ort Ellofanum genannt, 826 schon Illechilechen, 1172 Illenkirchen und schließlich bekam er die heutige Bezeichnung, die sich auf den Fluss, der die Ortschaft durchquert, bezieht. Graffenstaden war ein Dorf, das neben Illkirch lag. Zwischen 1790 und 1794 wurden die beiden Orte aus wirtschaftlichen Gründen vereinigt.
Als Rudolf von Habsburg den Thron des Heiligen Römischen Reichs bestieg, erteilte er 1272 seinen Gefolgsleuten den Befehl, ihm gegen Ottokar II., den König von Böhmen, zu Hilfe zu kommen. Um sie für ihre geleisteten Dienste zu entschädigen, erhob er 1284 einige Einwohner Straßburgs in den Ritterstand. Es ist dies auch der älteste Titel, in dem „Gravenstaden vor der Hate“ erwähnt wird. Außerdem übertrug er seinem Vertrauten Bernhard von Müllenheim die Furt von Grafenstaden mit dem Recht, eine Maut zu erheben. Da es keine Brücke in Grafenstaden gab, konnte man nur über diese Furt den Fluss überqueren, was die Straßburger bis dahin kostenlos getan hatten. Diese Furt fiel 1391 an die Stadt Straßburg zurück; das als Maut eingenommene Geld musste jede Woche an die Stadt abgeliefert werden.
Illkirch wurde bekannt durch die Kapitulationsurkunde von Illkirch. Hans Georg von Zedlitz, einer der damaligen Stettmeister von Straßburg, der mit Maria Esther von Müllenheim verheiratet war, bemühte sich im Jahre 1681 vergeblich um Hilfe aus dem Reich zur Abwendung der Reunionspolitik des französischen Königs Ludwig XIV. durch die Soldaten unter General Joseph de Montclar. Schließlich musste er, um größeres Leid zu vermeiden, am 30. September 1681 die Kapitulationsurkunde von Illkirch mit unterschreiben.
Im Jahr 1886 wurde eine Pferdestraßenbahnlinie zwischen Straßburg und Grafenstaden eingerichtet, die im Jahr 1900 elektrifiziert wurde. 1959 wurde die Linie wie ein Jahr später das gesamte Straßburger Straßenbahnnetz aufgegeben. Nach knapp 40 Jahren wurde 1998 Illkirch-Graffenstaden wieder mit dem neuen Straßburger Straßenbahnnetz verbunden.

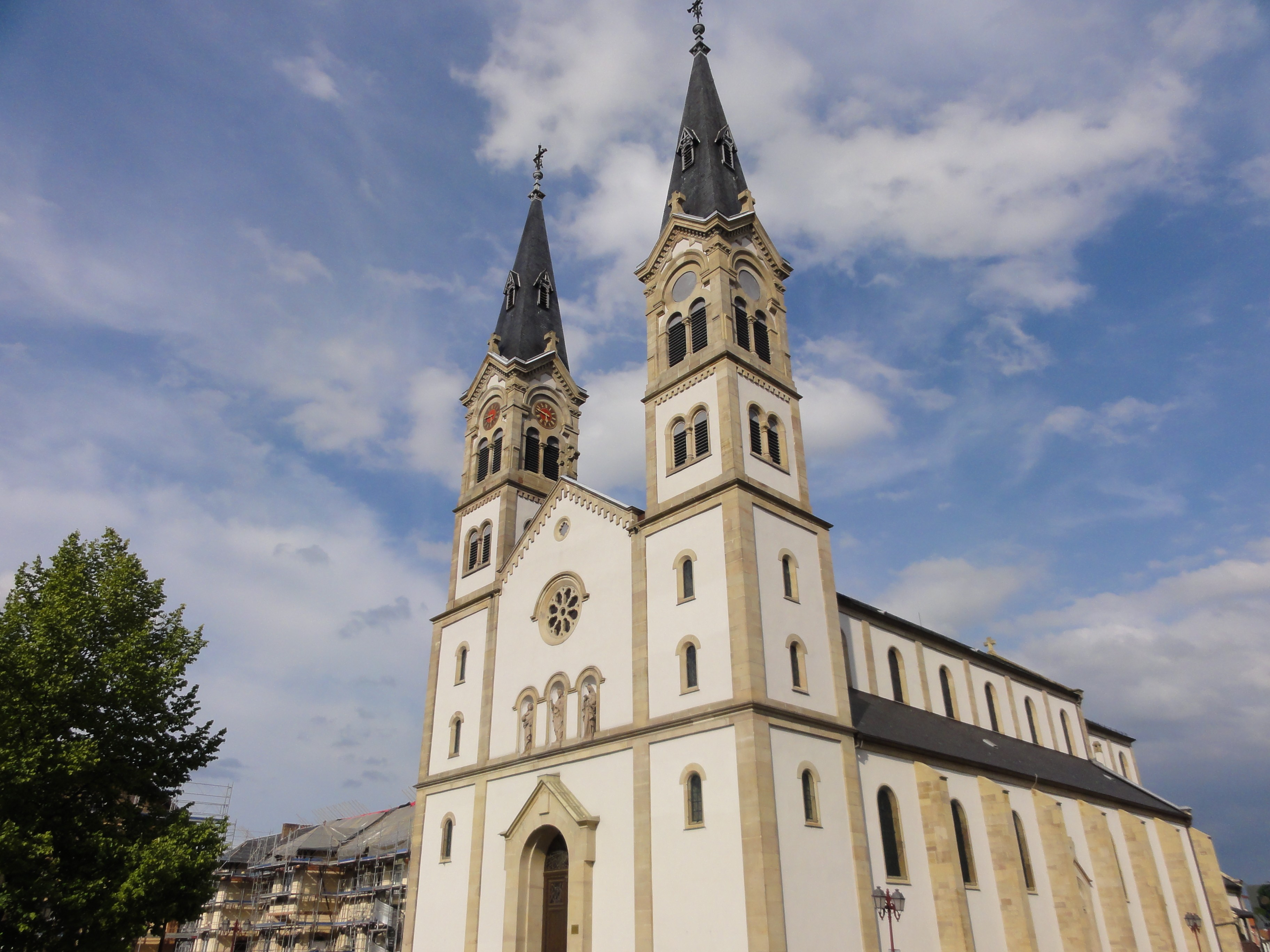
Kirche St. Symphorien
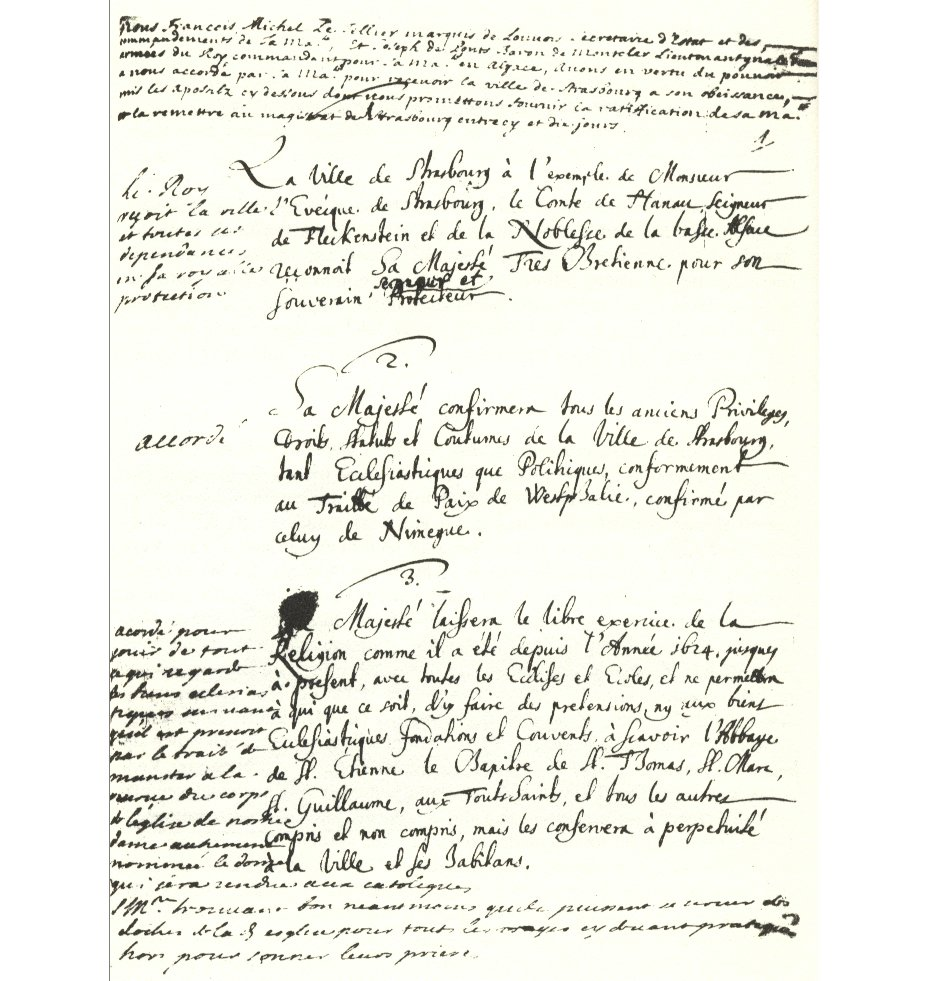
Kapitulationsurkunde
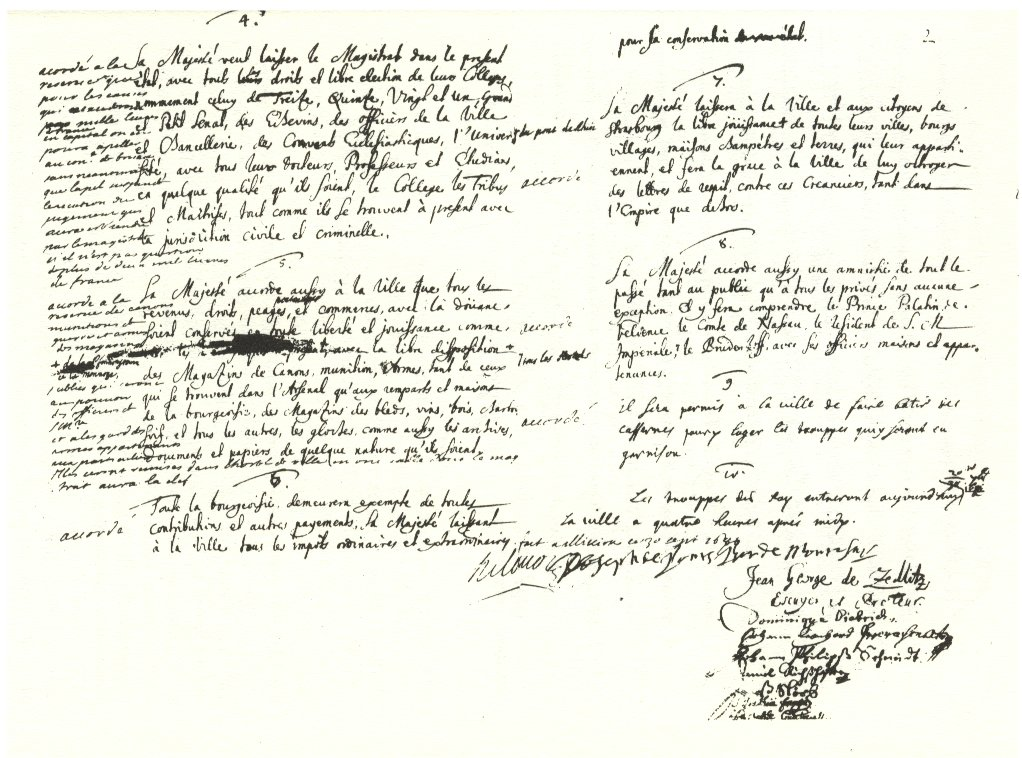
Kapitulationsurkunde

### Demographie
| Jahr | Einwohnerzahl | Anmerkungen |
| ---- | ------------- | --- |
| 1846 | 3208          | [ 1 ] |
| 1880 | 4733          | am 1. Dezember, auf einer Fläche von 2242 ha, in 631 Wohnhäusern, davon 2621 Protestanten, 2038 Katholiken und 56 Israeliten |
| 1890 | 5228          | [ 1 ] |
| 1905 | 6313          | [ 1 ] |
| 1910 | 6522          | [ 1 ] [ 3 ] |

Illkirch-Graffenstaden ist eine der am schnellsten wachsenden Gemeinden Frankreichs, da ihre Bevölkerung innerhalb von 44 Jahren auf mehr als das Zweieinhalbfache angestiegen ist (1962: 9.607 Einwohner; 2006: 26.368 Einwohner).
| Jahr      | 1962 | 1968   | 1975   | 1982   | 1990   | 1999   | 2006   | 2018   | 2020   |
| --------- | ---- | ------ | ------ | ------ | ------ | ------ | ------ | ------ | ------ |
| Einwohner | 9607 | 11.648 | 16.330 | 19.857 | 22.307 | 23.814 | 26.368 | 26.830 | 27.087 |

## Wirtschaft und Infrastruktur
Im Ort war seit dem 19. Jahrhundert der Lokomotivhersteller Elsässische Maschinenbau-Gesellschaft Grafenstaden angesiedelt, der die Produktion 1965 aufgab. Die Firma Huron Graffenstaden führt die Maschinenbautradition als führender Hersteller von Werkzeugmaschinen fort.
Siemens unterhält in Graffenstaden die Flender-Graffenstaden S.A.S.

### Verkehr
In Illkirch-Graffenstaden endet die Linie A der Straßburger Straßenbahn. Graffenstaden liegt an der Eisenbahnstrecke Strasbourg–Colmar–Mulhouse und wird von der Regionalverkehrsgesellschaft TER Grand Est mit einigen Verbindungen bedient.
Durch den Süden der Gemarkung führt in Ost-West-Richtung die Route nationale 353.

### Garnison
Die nach Jacques-Philippe Leclerc de Hauteclocque benannte Kaserne „Quartier Leclerc“ wurde Mitte der 1960er Jahre erbaut. Sie beherbergte zunächst von 1966 bis 1976 das 12e régiment d’artillerie (12. Artillerieregiment) und von 1976 bis zu seiner Auflösung im Juni 2010 das 1er régiment du génie (1. Pionier-Regiment). Aktuell sind dort folgende Einheiten stationiert:

#### Französisches Heer
- Brigadestab 2e brigade blindée (2e BB) [2. Panzerbrigade]
  - 2e compagnie de commandement et de transmissions (2e CCT) [Führungsunterstützungs- und Fernmeldekompanie]

#### Bundeswehr
- Jägerbataillon 291[6]
  - Stabszug
  - 1. Stabs-/Versorgungskompanie
  - 2. Jägerkompanie
  - 3. Jägerkompanie
  - 4. Aufklärungskompanie
- Sanitätsversorgungszentrum
- Bundeswehrverwaltungsstelle für Frankreich[7]

## Personen
- Emil Schneider (1873–1947), Maler und Grafiker
- Paul-Eugène Ledoux (1884–1960), elsässischer Maler und Illustrator
- Henri Mertz (1919–1999), Lehrer in Graffenstaden, elsässischer Mundartdichter

## Bildung
Die Stadt beherbergt die Ingenieurschule Télécom Physique Strasbourg.